# Долно-Дряново
Долно-Дряново (болг. Долно Дряново) — село в Благоевградской области Болгарии. Входит в состав общины Гырмен. Находится примерно в 8 км к востоку от центра села Гырмен и примерно в 83 км к юго-востоку от центра города Благоевград. По данным переписи населения 2011 года, в селе  проживало 1216 человек.

## Население
| Год     | 1934 | 1946 | 1956 | 1965 | 1975 | 1985 | 1992 | 2001 | 2011 |
| ------- | ---- | ---- | ---- | ---- | ---- | ---- | ---- | ---- | ---- |
| Жителей | 380  | 392  | 517  | 636  | 746  | 934  | 1129 | 1170 | 1216 |

| Национальность  | Человек | Процент |
| --------------- | ------- | ------- |
| болгары         | 403     | 41,94%  |
| турки           | 414     | 43,08%  |
| цыгане          | 0       | 0%      |
| другие          | 143     | 14,88%  |
| не определились | 0       | 0%      |
| Всего ответов   | 961     |         |

|  |